# Am Seddiner See bei Kähnsdorf

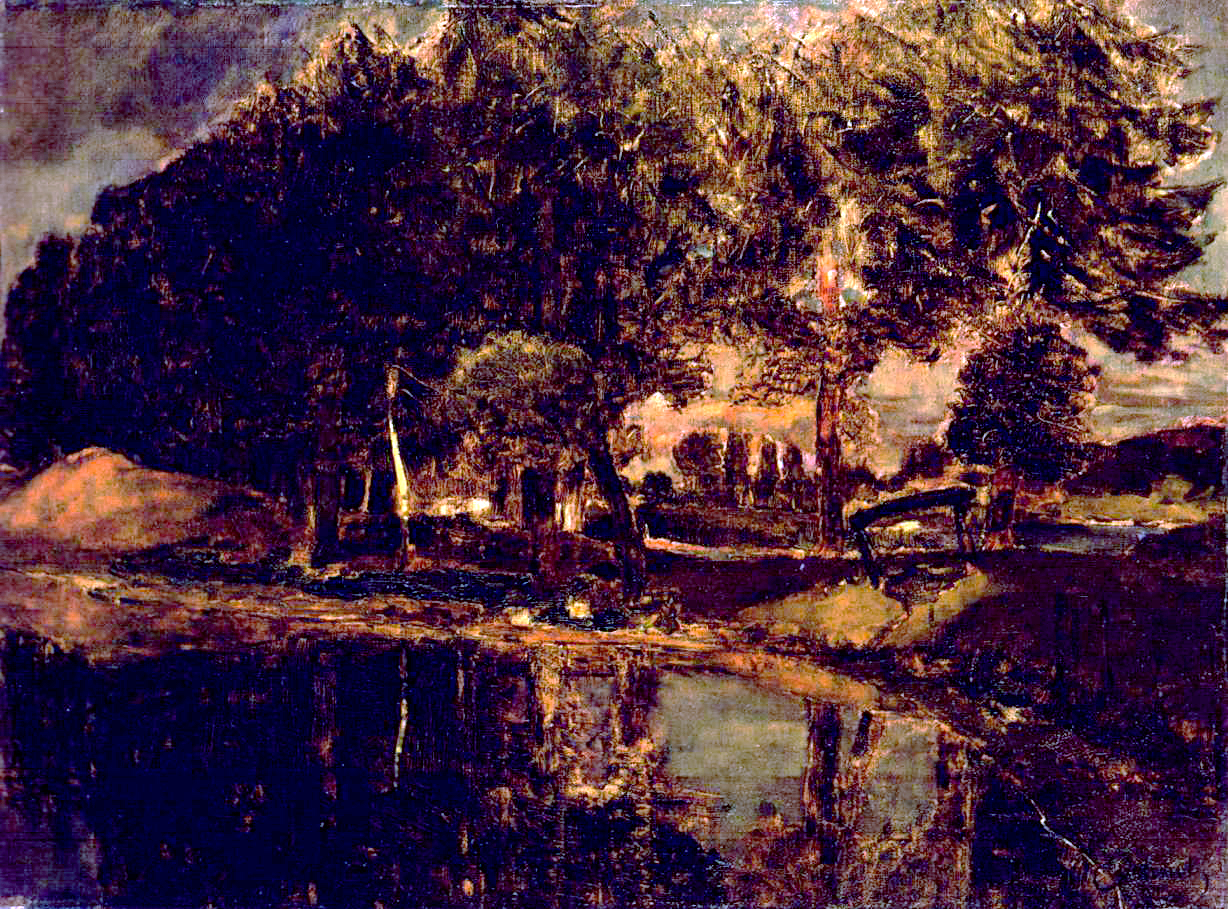
Am Seddiner See bei Kähnsdorf
Carl Schuch, um 1880
60,5 × 82 cm
Öl auf Leinwand
Pommersches Landesmuseum, Greifswald

Am Seddiner See bei Kähnsdorf ist ein Gemälde des österreichischen Malers Carl Schuch. Das skizzenhaft ausgeführte Werk zeigt in dunklen Farbtönen die Landenge zwischen dem Seddiner See und dem Kähnsdorfer See in Brandenburg. Das 60,5 × 82 cm große, in Öl auf Leinwand gemalte Bild entstand während eines Besuches von Carl Schuch bei seinem Malerfreund Karl Hagemeister, vermutlich im Jahr 1880. Heute befindet sich das Gemälde im Pommerschen Landesmuseum in Greifswald.

## Bildbeschreibung
Das überwiegend mit groben Pinselstrichen ausgeführte Gemälde zeigt im unteren Bildvordergrund einen See, dessen Uferlinie sich leicht nach rechts unten krümmt. Der See spiegelt in dunklen Tönen die in der Bildmitte auf einer Landenge stehenden Bäume und teilweise den Himmel. Diese Landenge trennt den Großen Seddiner See vom Kähnsdorfer See. Die Wipfel einer dichten Baumreihe steigen vom linken Bildrand diagonal zur oberen Bildmitte, wo die Bäume vom Bildrand teilweise angeschnitten sind. Zum rechten Bildrand hin lassen zwei große einzelne Bäume unterhalb ihrer Krone den Blick frei auf den hinter der Landenge liegenden zweiten See, der nur als horizontaler schmaler graublauer Streifen zu erkennen ist. Dahinter ist in der Bildmitte das ebenfalls baumbestandene Ufer des zweiten Sees zu erkennen. Ein bewaldeter Hügel bildet den rechten Abschluss dieser hinter der Landenge liegenden Uferlinie. Am linken Bildrand begrenzt ein ockerfarbener Hügel unterhalb der Baumreihe die Landenge. Ein Stück weiter zur Bildmitte deuten kleine weiße Farbflächen Häuser einer nahe gelegenen Ortschaft an. In der rechten Bildhälfte ist ein Wehr als weiterer markanter Punkt auf der Landenge zu erkennen.
Während die Bäume überwiegend in dunkelgrünen und dunkelbraunen Farbtönen gehalten sind, zeigt der Maler den Himmel von dunklen Grautönen in der linken oberen Ecke bis zu helleren blaugrauen Tönen in der Bildmitte und am rechten Bildrand. Das eher skizzenhafte Gemälde ist in der rechten unteren Bildecke mit der Signatur „CSchuch“ versehen. Diese Signatur stammt jedoch nicht von Carl Schuch selbst, sondern ist von fremder Hand hinzugefügt worden.

## Zur Entstehung des Gemäldes
Der aus Wien stammende Schuch hatte nach seiner Lehrzeit 1869 seine Heimatstadt verlassen und sich in den Folgejahren in verschiedenen künstlerischen Zentren Europas niedergelassen. Neben Venedig gehörte München zu seinen Aufenthaltsorten, von denen er jeweils ausgedehnte Ausflüge unternahm. Im Sommer 1873 lernte Schuch am Hintersee bei Berchtesgaden den Maler Karl Hagemeister kennen, der später sein Biograf werden sollte. Gemeinsam besuchten sie darauf Wien, Venedig und Dresden und unterhielten anschließend in Brüssel ein gemeinsamer Atelier. Ab 1876 für sechs Jahre in Venedig lebend, erhielt Schuch 1878 erstmals von Hagemeister eine Einladung nach Ferch an der Havel, wo Hagemeister sich niedergelassen hatte. Weitere Besuche folgten 1880 und 1881. Während dieser drei Besuche malte Schuch zahlreiche Gemälde mit Motiven der Havellandschaft. Nach Angaben von Hagemeister entstanden die in der Umgebung von Kähnsdorf gemalten Bilder im Jahr 1880. Den Wunsch Kähnsdorf zu besuchen äußerte Carl Schuch in einem Brief an Hagemeister vom 30. März 1880 aus Venedig, in dem er seine Absicht Landschaften zu malen ankündigt: „Das einzig Auszuführende ist mir in der Landschaft die Farbe. Gib Acht, heuer kommen wir ins reine damit, dann sehen wir weiter. Sieh nur zu, daß du einen passenden Ort findest; für den Notfall, daß du nichts Besseres findest, wäre als echt landschaftlich doch Kähnsdorf das beste.“
Hagemeister hat in seiner mehr als 30 Jahre nach Entstehung des Gemäldes verfassten Biografie über Carl Schuch das Gewässer im Vordergrund als den Seddiner See und das Gewässer im Hintergrund als den Kähnsdorfer See bezeichnet. Demnach hätte der Maler den Blick von Norden nach Süden gewählt. Der Kunsthistoriker Roland Dorn zweifelt solche Ortsbeschreibung von Hagemeister jedoch an, da sich Hagemeister und Schuch bereits 1884 zerstritten hatten und Hagemeister erst nach dem Tod von Schuch im Jahr 1903 wieder verstärkt mit dem Werk seines einstigen Freundes auseinandersetzte. Möglich ist daher, das der Maler den Blick vom Süden her wählte und der See im Vordergrund der Kähnsdorfer See ist und sich der Seddiner See im Bildhintergrund befindet. Die Häuser, die sich im Bild links vom heute in anderer Bauform bestehenden Wehr befinden, wären demnach dem Ort Kähnsdorf zugehörig. Auf der anderen Seite vom Wehr befinden sich bis in heutiger Zeit keine Häuser in Ufernähe. Für diese örtliche Zuordnung sprechen auch Hagemeisters eigene Notizen. Das gemeinsam bewohnte Haus in Kähnsdorf „lag auf einer Anhöhe mitten unter Obstbäumen und fünfzig Schritt vom Seddiner See entfernt, der sich von Osten nach Westen ausdehnte. Nach Südosten lag ein zweiter See und beide wurden getrennt durch einen schmalen Streifen Land, der mit Pappeln, Weiden und Birken bestanden war. Der kleine See war sehr malerisch mit Rohr und Schilf eingeschlossen und ein Blick über ihn nach Norden zeigte das Dorf in schöner Silhouette, das nur klein und ohne Kirche war.“ Durch die seit 1880 deutlich gesunkenen Seespiegel haben die beiden Gewässer heute keine Verbindung mehr. Das von Schuch eingezeichnete Wehr liegt trocken und die Landenge zwischen den Seen ist nunmehr breiter als von Schuch dargestellt. Auf der Landenge verlief die historische Poststraße Leipzig – Berlin.
Vorbilder für die in Ferch und Kähnsdorf von Schuch gemalten Bilder sieht sein Biograf Hagemeister wie folgt: „Die Tonfolge des Terrains, die gesetzmäßig der Luft folgt, welche die Reflexe auf die Pläne wirft, ist so folgerichtig wie bei den alten Holländern und bei Courbet.“

## Einordnung in das Werk Carl Schuchs
Flusslandschaften und Seen finden sich im Werk von Carl Schuch während verschiedenen Schaffensperioden. Ein frühes Beispiel hierfür ist das Gemälde Waldsee von 1872. Das bei Purkersdorf in der Nähe von Wien gemalte Bild zeigt einen ähnlichen Bildaufbau wie Am Seddiner See bei Kähnsdorf und weist eine ähnlich dunkle Palette auf. Das Gemälde ist hingegen sehr viel mehr ausgearbeitet, wie am Beispiel der Spiegelungen im Wasser oder einzelnen fein ausgeführten Gräsern zu sehen ist. Nach Hagemeister hatte Schuch dieses Bild 1873 bei ihrer ersten Begegnung am Hintersee bei sich gehabt. Das 1876 entstandene Gemälde Am Weßlinger See zeugt von einer anderen Künstlerfreundschaft. Bei seinem gemeinsamen Besuch mit Wilhelm Trübner hatte er die Landschaft am Weßlinger See kennengelernt und sie im Stil des Leibl-Kreis in Öl festgehalten.
In seinem um 1881 ebenfalls bei einem Aufenthalt in Brandenburg gemalten Bild Schilffeld mit Enten fehlt die im Am Seddiner See bei Kähnsdorf bildbestimmende Baumreihe. Diese treten stattdessen in den Hintergrund zurück und geben so den Blick frei auf die Landschaft der Zauche, die trotz fehlender Schattenwirkung der Bäume in sehr dunklen Tönen gehalten ist. Der für dieses Bild auch geläufige Bildtitel Gewitterstimmung bei Ferch gibt Aufschluss für die grauen Farbtöne, die Schuch bei der Gestaltung des Himmels verwandte. Möglicherweise war eine ähnliche Witterungslage der Ausgangspunkt für die Farbbehandlung des Himmels in Am Seddiner See bei Kähnsdorf. Sehr viel heller ist hingegen Schuchs Palette in seinem ebenfalls bei Kähnsdorf entstandenen Gemälde Schleuse bei Kähnsdorf, in dem er eine offene Landschaft in sommerlichen Farben wiedergab.
Nach seinem Parisaufenthalt Anfang der 1880er Jahre stand Schuch deutlich unter dem Einfluss vor Courbet und seine flächigeren Ausführungen der Farbe erinnern an Gemälde von Paul Cézanne. Das in der Nähe von Le Locle im Jura um 1886/88 ausgeführte Gemälde Häuser am Feldabhang, Saut du Doubs zeigt eine Mühle am Ufer des Flusses Doubs. Wieder spiegelt sich eine in dunklen Tönen gehaltene Landschaft in einem Gewässer. Nur wenige Farbakzente wie das Weiß der Häuser und das Rot der Dächer heben sich aus den Grautönen der Umgebung ab. Die weißen Häuser als Akzentpunkte zeigte Schuch bereits in Am Seddiner See bei Kähnsdorf von 1880.

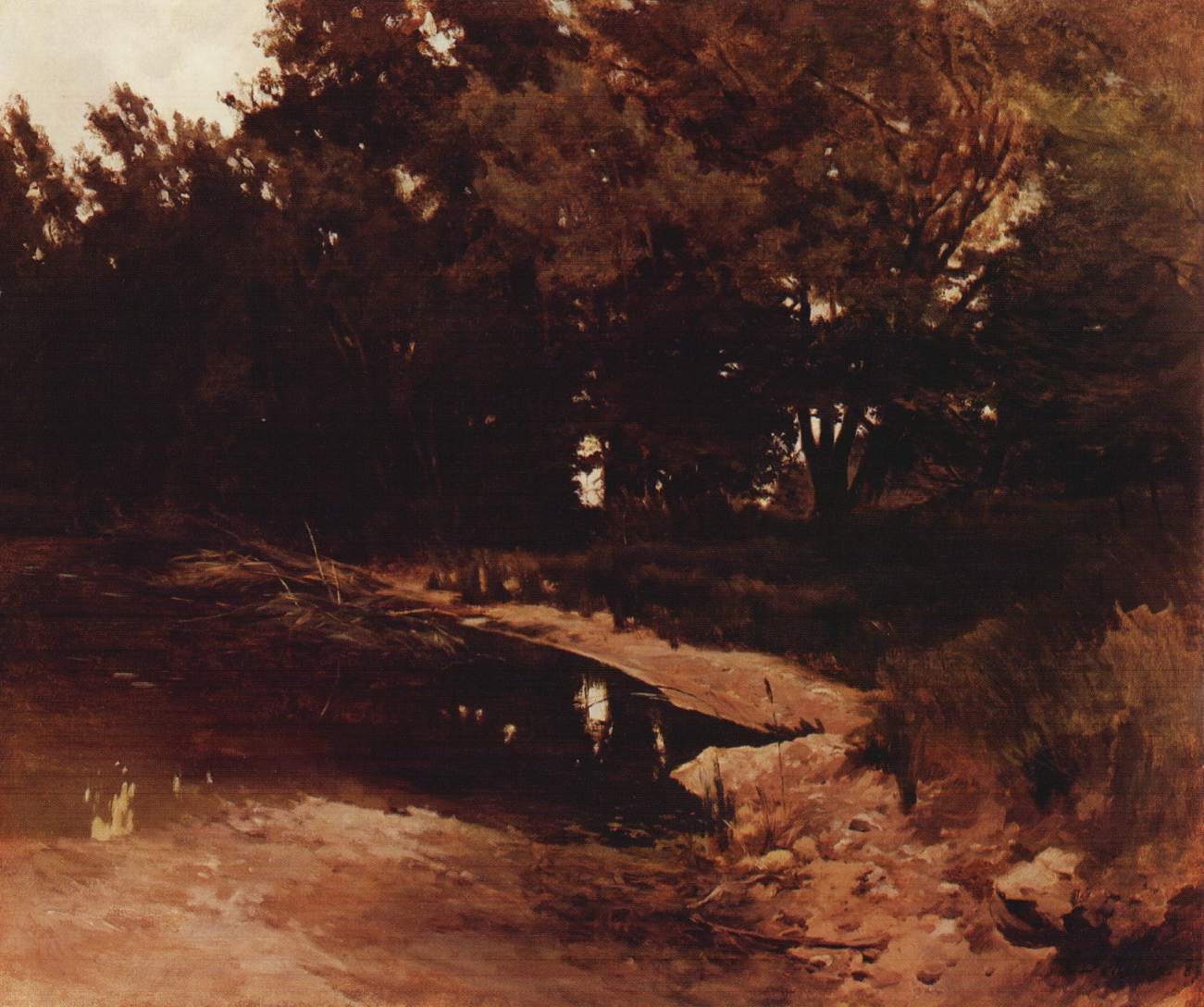
Waldsee, um 1872
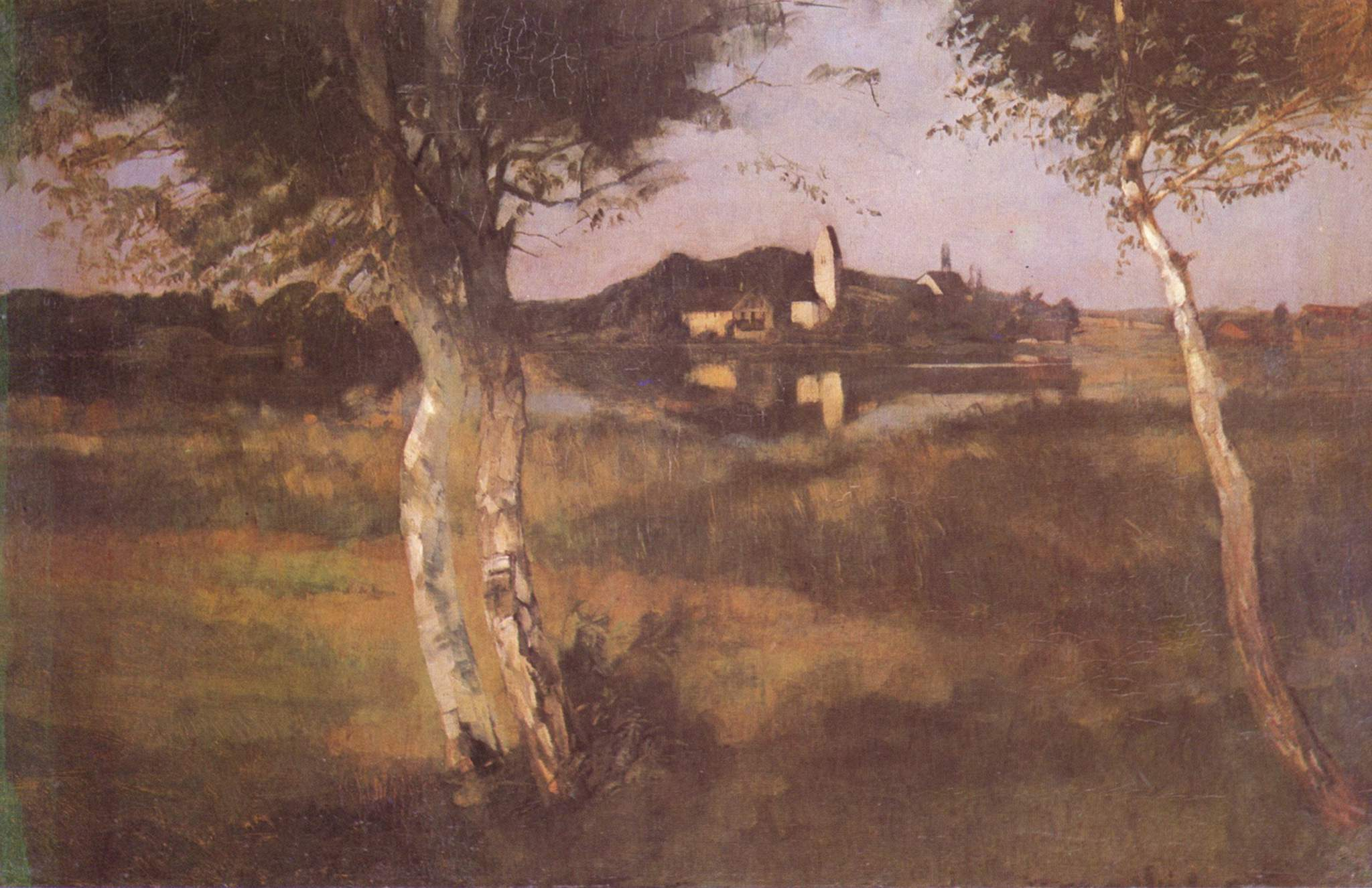
Am Weßlinger See, 1876
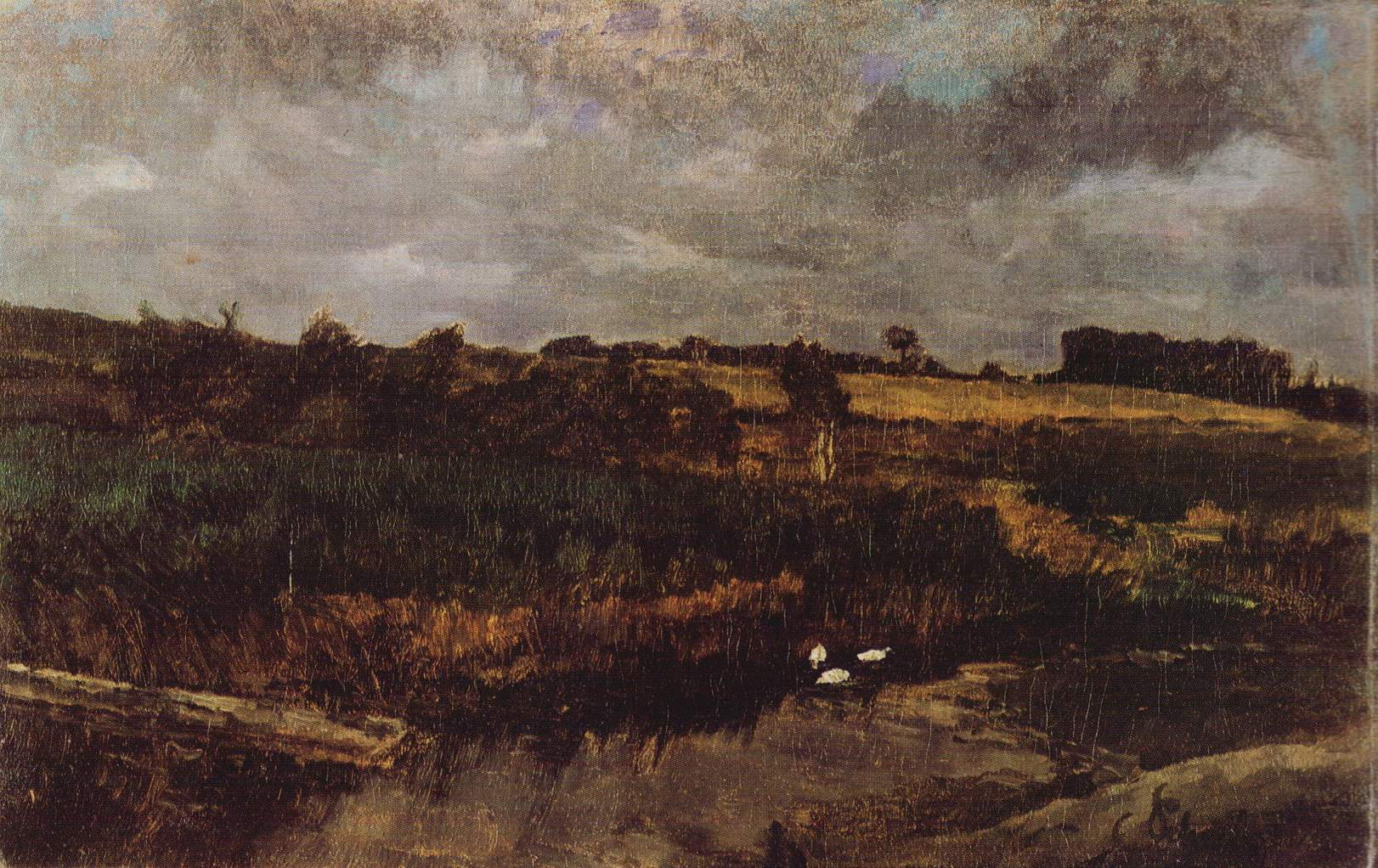
Schilffeld mit Enten (Gewitterstimmung bei Ferch), um 1881
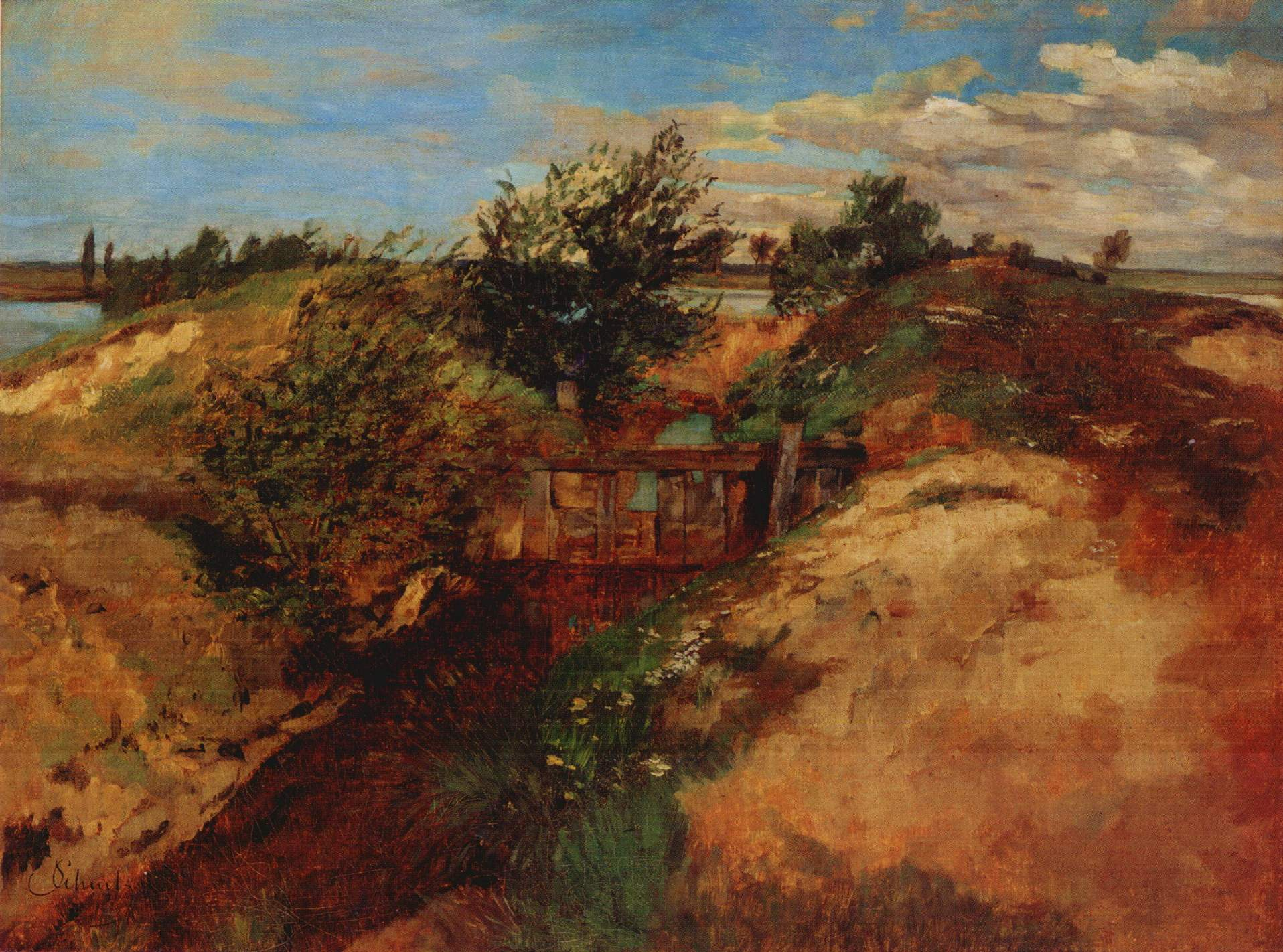
Schleuse bei Kähnsdorf, um 1880
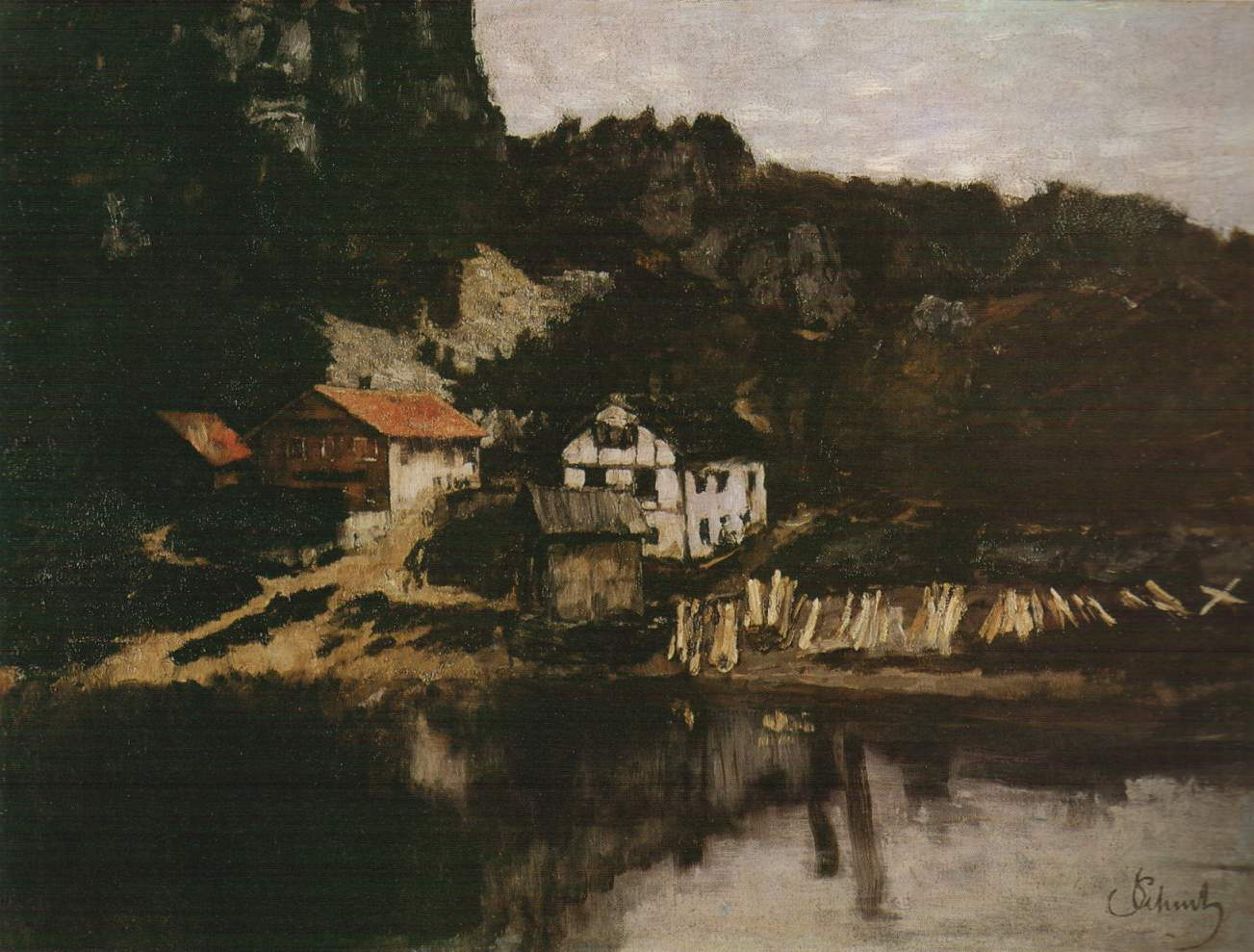
Häuser am Feldabhang, Saut du Doubs, 1886/1888